# Acanthochitona sueurii
Acanthochitona sueurii is een keverslakkensoort uit de familie van de Acanthochitonidae. De wetenschappelijke naam van de soort is voor het eerst geldig gepubliceerd in 1825 door Blainville.